# Zhao Xue
Zhao Chue é uma jogadora de xadrez da China com participações nas Olimpíadas de xadrez. Chue participou da edição de Bled 2002, Calvià 2004, Turim 2006, Dresden 2008, Khanty-Mansiaky 2010, Istambul 2012 e Tromsø 2014tendo ajudado a equipe chinesa a conquistar duas medalhas de ouro (2002 e 2004), três de prata (2010, 2012 e 2014) e uma de bronze em 2006. Individualmente, seus melhores resultados foram três medalhas de ouro (2002, 2006 e 2012) e uma de bronze em 2004. Participou também do Campeonato Mundial Feminino de Xadrez de 2004 na qual foi eliminada na segunda rodada por Elisabeth Pähtz, do Campeonato Mundial Feminino de Xadrez de 2006 na qual foi eliminada na primeira rodada por Maria Kursova, do Campeonato Mundial Feminino de Xadrez de 2008 na qual foi eliminada na primeira rodada por Shen Yang, do Campeonato Mundial Feminino de Xadrez de 2010 na qual foi eliminada na semi-final por Ruan Lufei e do Campeonato Mundial Feminino de Xadrez de 2012 na qual foi eliminada nas quartas de final por Harika Dronavalli.